# Buchlovice
Buchlovice (německy Buchlowitz) jsou městys v okrese Uherské Hradiště ve Zlínském kraji. Leží devět kilometrů západně od Uherského Hradiště na úpatí Chřibů. Městysem protéká Buchlovický potok a Dlouhá řeka. Žije zde přibližně 2 400 obyvatel.
Buchlovice spolu s dalšími 14 obcemi patří do mikroregionu Buchlov. Městys žije bohatým kulturním, hlavně folklórním, životem. Je zde poskytována lázeňská léčebně rehabilitační péče a jsou zde přírodní léčebné lázně.

## Název
Buchlowiz (1270), Buchlowicz (1359), v Buchlovicích (1513), Buchlovice (1611).

## Historie
První písemná zmínka o městečku se nachází v listině krále Přemysla Otakara I. z roku 1207. Ovšem archeologické nálezy dokazují existenci osídlení již v době paleolitu a neolitu. Na počátku byly Buchlovice nezávislým, dědičným lenním statkem. První obyvatelé stavěli své domy v místech dnešního náměstí,na Suchém řádku (pojmenován podle toho, že v době povodní sem voda z Buchlovického potoka už nedosahovala) a v okolí kostela. Z roku 1270 již známe první konkrétní jména, a to bratry Jeronýma a Ondřeje z Buchlovic. Od roku 1540 se Buchlovice staly trvalou součástí buchlovského hradního panství, jehož majiteli byli i vladykové ze Zástřizl, baroni Petřvaldové a hrabata Berchtoldové. V době držení Zástřizlů byla rozšířena tzv. spodní tvrz, později Reichova palírna, která byla v polovině 70. let zbourána. Stála v místě dnešního obecního úřadu a zdravotního střediska. Horní tvrz stojí dodnes v ulici Helštýnská, později přestavěna na vodní mlýn, nyní přestavěna na obytný dům. Ve sklepě domu dodnes pozůstatky zařízení mlýna.
V době předbělohorské byla obec evangelická. Jako svatostánek byla používaná kaple sv. Alžběty, dnes smuteční obřadní síň. Kostel sv. Martina byl dostavěn v roce 1644. V roce 1611 žilo v Buchlovicích 111 obyvatel. V roce 1699 zahajuje Jan Dětřich Petřvaldský stavbu zámku. Dostavěn v roce 1707. V roce 1800 přešlo buchlovské panství do držení rodu Berchtoldů. Rozvoji Buchlovic v 18. a 19. století pomohla skutečnost, že byly střediskem panství a do roku 1848 sídlem vrchnostenských úřadů. Roku 1862 postavena první dvojtřídní škola, 1888 škola na Lhotce, 1924 Měšťanská škola v ulici Komenského. Ještě v první polovině 20. století byl v provozu pivovar. Zanikl v roce 1910.
Dne 20. května 1805 byly Buchlovice povýšeny císařem Františkem I. na městečko. 

## Obyvatelstvo
| Rok            | 1869  | 1880  | 1890  | 1900  | 1910  | 1921  | 1930  | 1950  | 1961  | 1970  | 1980  | 1991  | 2001  | 2011  | 2021  |
| -------------- | ----- | ----- | ----- | ----- | ----- | ----- | ----- | ----- | ----- | ----- | ----- | ----- | ----- | ----- | ----- |
| Počet obyvatel | 2 007 | 2 171 | 2 322 | 2 231 | 2 306 | 2 244 | 2 081 | 1 889 | 2 226 | 2 139 | 2 403 | 2 369 | 2 448 | 2 496 | 2 406 |
| Počet domů     | 436   | 460   | 460   | 452   | 468   | 476   | 488   | 569   | 547   | 570   | 604   | 777   | 740   | 781   | 803   |

## Správa městyse
Od 10. října 2006 byl obci vrácen status městyse.

### Symboly městyse
Znak a vlajka byly městysi uděleny rozhodnutím předsedy Poslanecké sněmovny Parlamentu České republiky dne 2. září 1994.
- Znak: stříbrno-červeně šikmo dělený štít. Nahoře zelená dubová ratolest o třech listech a třech žaludech. Dole stříbrná lilie.
- Prapor: červený list s kosým bílým pruhem vycházejícím ze dvou pětin žerďového okraje a sahajícím do dvou pětin vlajícího okraje. Do bílého pruhu jsou položeny dva zelené pruhy v celkovém vzájemném poměru 1:1:2:1:1. Poměr šířky k délce listu je 2:3.

## Pamětihodnosti
- Zámek Buchlovice s parkem
- Hrad Buchlov

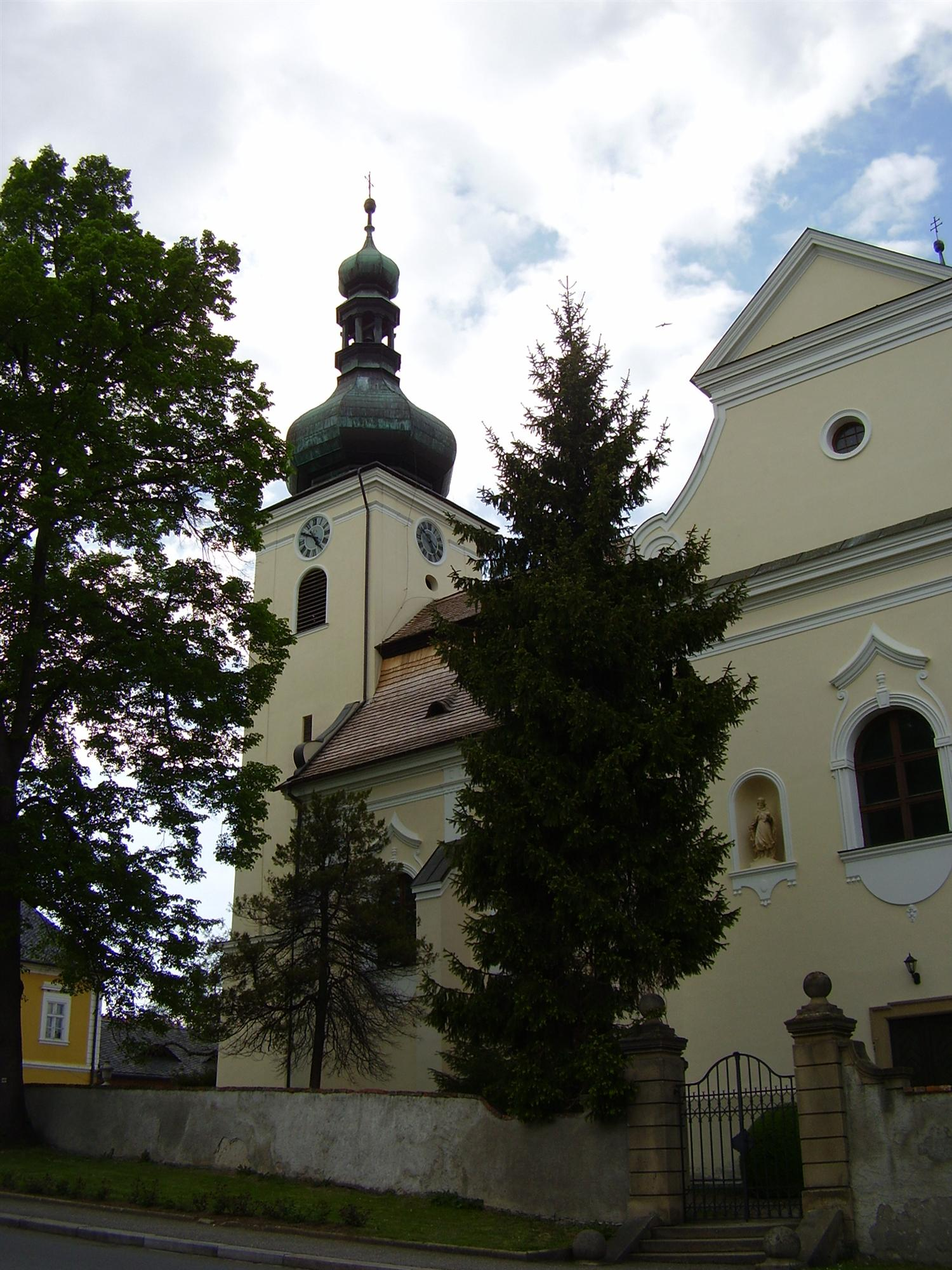
Kostel sv. Martina

- Kostel svatého Martina – farní kostel, první zmínka pochází z roku 1398. V letech 1640–3 byl na místě původního gotického kostela postaven raně barokní kostel. Ve věži jsou zavěšeny čtyři zvony, nejstarší z nich je datován rokem 1519.
- Kaple svaté Alžběty
- Kaple svaté Barbory (tzv. Barborka) na kopci Modla
- Kaple svatého Vendelína
- Kaplička svatého Kříže
- Boží muka
- Pamětní kámen v lese
- Mariánský sloup na náměstí
- sochy sv. Cyrila a sv. Metoděje sochaře Ondřeje Zahnera
- Hradiště na Holém kopci, archeologické naleziště
- Fara
- Smraďavka – zvaná také Leopoldov, osada se sirnatými prameny a zámečkem

## Osobnosti
- Bedřich Všemír Berchtold z Uherčic (1781–1876), šlechtic, lékař, botanik a cestovatel
- Leopold I. Berchtold (1759–1809), šlechtic, lékař, cestovatel a filantrop
- Zikmund Berchtold z Uherčic (1834–1900), šlechtic a politik
- Jiří Hanák (1938–2020), novinář, signatář Charty 77, nositel Ceny Ferdinanda Peroutky
- Jiří Štokman (1920–1981), voják, příslušník výsadku Clay
- Karel Žádník (1847–1923), malíř

## Kultura

### Kulturní akce

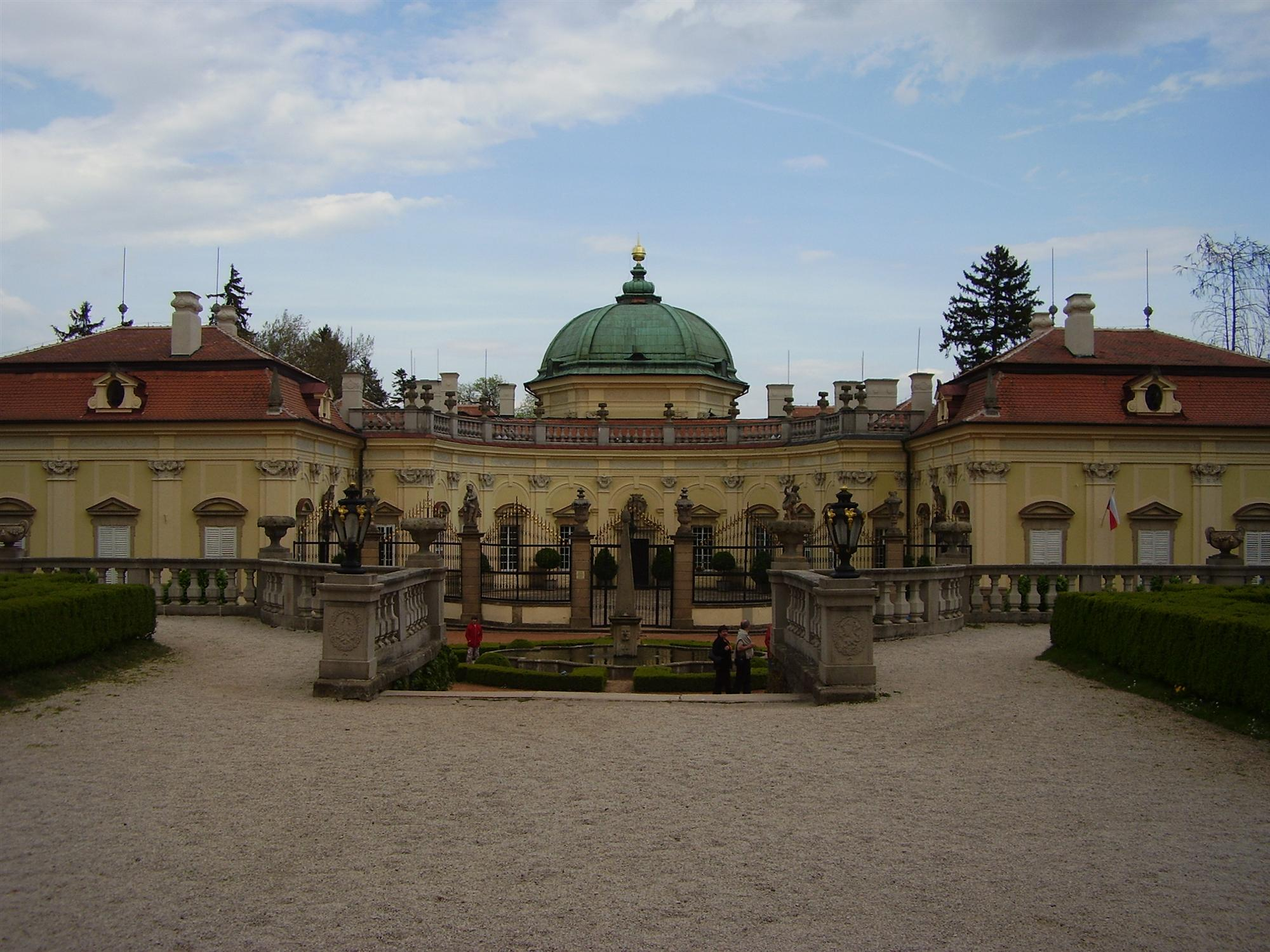
Hlavní budova zámku Buchlovice

- Buchlovské hudební léto
- Buchlovská svíca
- Den vína
- Hody s právem
- Festival česneku
- Kuličkiáda
- Kosecké písně

### Spolky

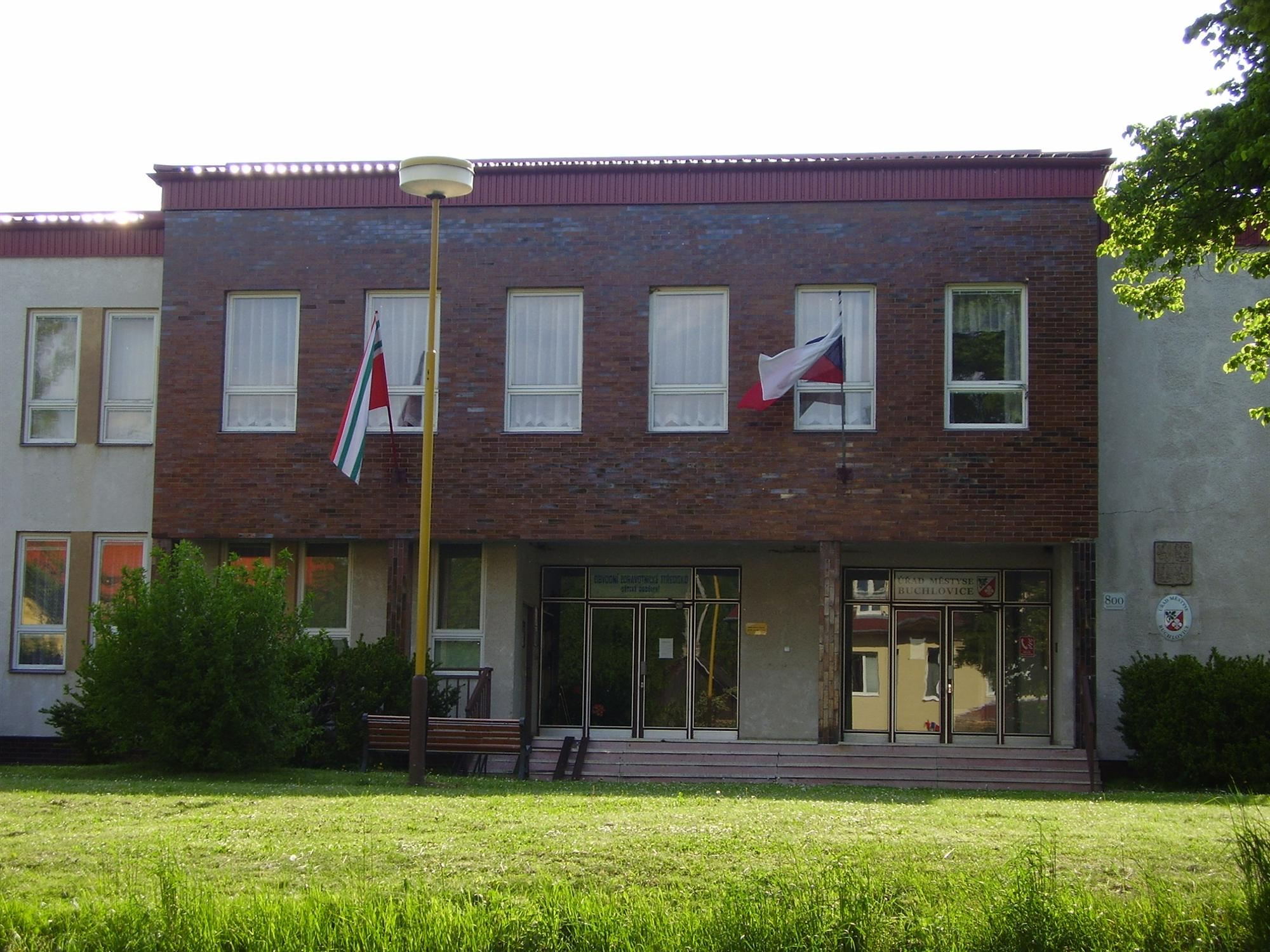
Radnice městyse Buchlovice

- Asociace 8. historického pluku francouzské řadové pěchoty
- Folklorní studio Buchlovice s cimbálovou muzikou Rubáš
- Sbor dobrovolných hasičů
- Spolek podporovatelů historie Buchlovic
- Spolek pro rozvoj cestovního ruchu městyse Buchlovice
- Divadelní spolek J.K. Tyla Buchlovice
- Studio M
- Petanque klub Stříbrné kule Buchlovice
- Buchlovjánek
- Dechová hudba Buchlovjané
- Divadelní společnost J. K. Tyla
- HB Collegium
- Junák Buchlovice
- TK Buchlovice (Tenis Klub Buchlovice)
- Děcka z Buchlovic
- TJ Buchlovice (fotbalový tým)

### Pověsti
- Pověst o Cerberovi: Cerberus byl pes, který měl nosit korespondenci mezi Janem Dětřichem (Buchlovice) a Marií Annou, hraběnkou Nosticovou (Chotoviny v Čechách poblíž Tábora). Jako vzpomínku na tento romantický poměr je na hradě dodnes chován obraz černého psa Cerbera.
- Pověst o lípě nevinny
- Pověst o černé paní Buchlovské

### Ostatní
Buchlovský zpravodaj – vychází měsíčně.
V obci se nachází též Záchranná stanice volně žijících živočichů.

## Ochrana přírody
V katastru obce se nacházejí tato chráněná území:
- Přírodní rezervace: Holý kopec
- Přírodní památky: Barborka, Makovica, Maršava
- Evropsky významné lokality: Chřiby